# Biograph Company
Biograph Company, também conhecida como American Mutoscope and Biograph Company, foi uma companhia cinematográfica estadunidense fundada em 1895 e que ficou ativa até 1928. É considerada a primeira companhia estadunidense dedicada inteiramente à produção e exibição de filmes, e por duas décadas foi a mais prolífica, realizando por volta de 3000 filmes curtos e doze longa-metragens.
Uma nova companhia com o mesmo nome foi formada na Califórnia em 1991, mas em 2012 suas operações foram suspensas.

## Fundação
A companhia foi fundada por Henry Norton Marvin em 1895, como American Mutoscope Company. Ao lado de William Kennedy Dickson, um inventor do laboratório de Thomas Edison que participou da tecnologia pioneira de imagens em movimento, do inventor Herman Casler e do empresário Elias Koopman, foi formada a American Mutoscope Company em Nova Jérsei, em dezembro de 1895. A companhia fabricava o Mutoscópio, e rivalizava com o Cinetoscópio de Edison para shows individuais (assim como no cinetoscópio, as imagens só podiam ser vistas por uma pessoa de cada vez), tornando a empresa a principal concorrente de Edison no mercado dos nickelodeons.

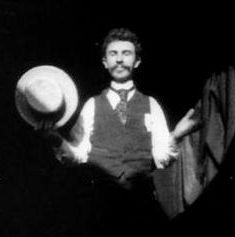
Um dos fundadores da Biograph, William Kennedy Dickson, em 1891

No verão de 1896, o projetor da Biograph foi fabricado, oferecendo imagem superior em qualidade ao Vitascópio de Edison, e seu primeiro programa foi apresentado em 12 de outubro de 1896, no Hammerstein’s Olympia Music Hall, em Nova Iorque. A companhia começou a liderar a indústria de filmes, com subsidiárias de distribuição e produção ao redor do mundo, incluindo a British Mutoscope Company. Em 1899 seu nome foi mudado para American Mutoscope and Biograph Company, e em 1909 para Biograph Company.

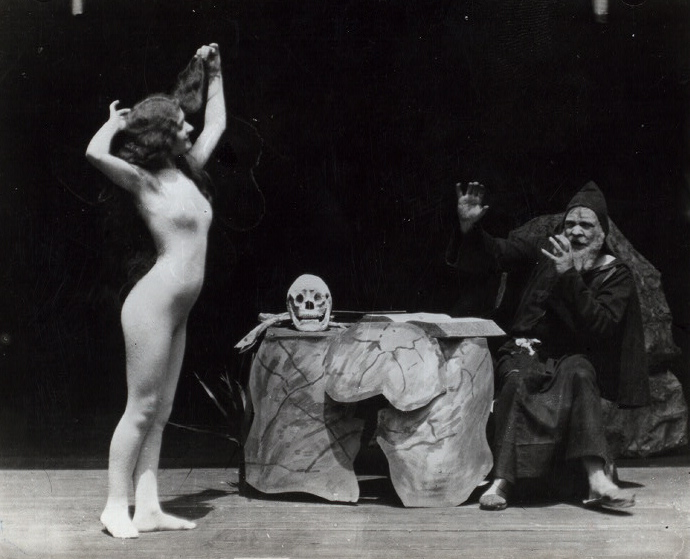
Uma cena do filme da Biograph, de 1900, The Temptation of St. Anthony

Para evitar a violação de patentes de Edison, as câmeras da Biograph entre 1895 e 1902 usavam um formato mais largo, de 68 mm, enquanto as de Edison eram de 35 mm. A câmera era alimentada por fricção, enquanto a de Edison utilizava roda dentada para guiar o filme até a abertura. A própria câmera perfurava um furo de roda dentada em cada lado, enquanto o filme era exposto em 30 quadros por segundo.
Uma vitória no caso de patentes, em março de 1902, permitiu à Biograph e outros produtores e distribuidores o uso do formato 35 mm, que era mais barato, sem a licença de Edison, embora a Biograph não eliminasse completamente a 68 mm até 1903.
A Biograph apresentava filmes em ambos os formatos aos exibidores até 1905, quando abandonou o fomato mais largo.
Os filmes da Biograph antes de 1903 eram, em sua maioria, “atualidades”: documentários sobre pessoas da época, lugares ou eventos, cada filme com menos de dois minutos. As ocasionais narrativas, geralmente comédias, eram quase sempre de uma única cena, sem edição. Estimulada pela concorrência de Edison e dos produtores britânicos e europeus, a produção da Biograph de 1903 em diante foi cada vez mais dominada por narrativas. Como as histórias se tornaram mais complexas, os filmes tornaram-se mais longos, com várias cenas para contar a história, embora eventualmente cenas individuais ainda eram apresentadas sem edição, num só tomada. A produção de realidades da Biograph terminou por volta de 1908, em favor do filme narrativo.

## Estúdio

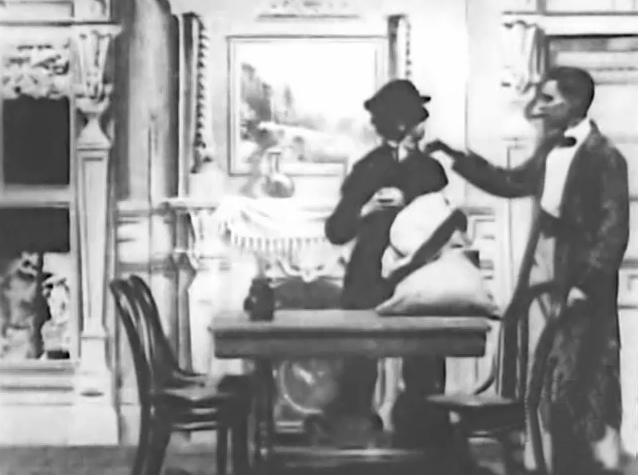
Uma cena do filme da Biograph, de 1903, Sherlock Holmes Baffled

O primeiro estúdio da companhia era localizado na Broadway, no telhado do nº 841 da 13th Street, em Manhattan, então conhecido como Hackett Carhart Building e atualmente como Roosevelt Building. O set de filmagens era similar ao do estúdio de Thomas Edison, Black Maria, em West Orange, Nova Jérsei, sendo montado em faixas circulares para obter a melhor luz possível. Até 1988, as fundações ainda existiam. A companhia mudou em 1906 para uma mansão modificada no nº 11 da 14th Street, em Manhattan, perto da Union Square, um edifício que foi destruído nos anos 1960. Este foi o primeiro estúdio interior da Biograph e o primeiro estúdio de cinema do mundo a depender exclusivamente da luz artificial. A Biograph transferiu-se novamente em 1913 para um estúdio novo, State-of-the-art Studio na rua 175th, no Bronx.
Havia o problema da falsificação dos negócios cinematográficos, quando os filmes protegidos por direitos autorais eram duplicados ilegalmente e, em seguida, era removida a tela de título com a empresa e o aviso de copyright, para em seguida ser vendido aos cinemas. A fim de que o público ficasse ciente de que eles estavam assistindo a um filme americano Biograph (independentemente se ilegalmente foi enganado ou não) o logotipo AB seria colocado proeminentemente em partes aleatórias do filme.

## D.W. Griffith

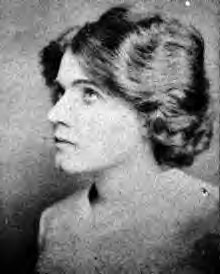
Florence Lawrence, que se tornou conhecida como “Biograph Girl”.

O diretor de cinema D. W. Griffith juntou-se à Biograph em 1908, como escritor e ator, mas em algumas semanas se tornou o diretor principal. No mesmo ano, o diretor Wallace McCutcheon adoecera, e seu filho Wallace McCutcheon Jr. ficou em seu lugar, mas não foi capaz de fazer um filme de sucesso para a companhia. Como resultado dessa falha de produções, o chefe do estúdio deu a Griffith a posição de diretor, e seu primeiro filme foi The Adventures of Dollie. Ele ajudou a estabelecer muitas das convenções narrativas em filmes, incluindo “cortes” para apresentar eventos que ocorriam simultaneamente em diferentes lugares, flashbacks, o jogo de luzes, a interposição de close-ups com uma cena, e um estilo de atuação moderada mais apropriado para o filme. Apesar de Griffith não ter exatamente inventado tais técnicas, ele as transformou em parte integrante do vocabulário de cinema. Griffith chegou a fazer um novo filme por semana, e experimentou gêneros mais variados, ajudando a companhia a obter maior sucesso. Muitas estrelas da primeira era do cinema foram atores da Biograph, incluindo Mary Pickford, Lionel Barrymore, Lillian Gish, Dorothy Gish, Robert Harron, Florence Auer, Carol Dempster, Alan Hale, Sr., Blanche Sweet, Harry Carey, Mabel Normand, Henry B. Walthall e Dorothy Davenport. Mack Sennett se afirmou como ator e diretor de comédias no Biograph. Florence Lawrence, considerada a “primeira estrela do cinema americano”, tornou-se conhecida como “Biograph Girl”, numa época em que os atores não eram creditados, porque os proprietários de estúdios temiam que a fama pudesse levar à exigência de salários mais elevados. Após estrear na Biograph, Mary Pickford também se tornou uma estrela reconhecida pelas audiências.
Em janeiro de 1910, D.W. Griffith e Lee Dougherty, assim como toda a companhia, foram para Los Angeles. Apesar da proposta da viagem ter sido a filmagem de Ramona em locações mais adequadas, tal fato também foi usado para transformar a costa oeste como um local permanente para seus estúdios. O grupo providenciou uma pequena instalação em Washington Street e Grand Avenue (onde atualmente está o centro de convenções de Los Angeles). Após isso, Griffith e seus atores decidiram ir para uma pequena localidade ao norte, que era mais amigável e com belos cenários, e apaixonaram-se pelo local, chamado Hollywood. A Biograph fez, então, o primeiro filme totalmente em Hollywood, In Old California, um melodrama latino sobre a Califórnia pertencente ao México. Apesar de In Old California ter sido o primeiro filme ambientado especificamente em Hollywood, a Biograph também filmara A Daring Hold-Up in Southern California, em Los Angeles, em 1906. Griffith e a equipe da Biograph filmaram então outros curta-metragens em várias locações,  edepois voltaram a Nova Iorque. Após a comunidade cinematográfica ouvir falar sobre as empresas de cinema em Hollywood, outros começaram a migrar para lá. O pequeno filme da Biograph lançou Hollywood, portanto, como a futura capital do cinema no mundo. A Biograph abriu um estúdio nas ruas Pico e Geórgia, no centro de Los Angeles, em 1911 e enviou uma equipe de filmagem para trabalhar lá, em cada ano, até 1916.
Griffith deixou a Biograph em outubro de 1913, após terminar Judith of Bethulia, descontente com a resistência do estúdio em investir em maiores orçamentos, como a produção de filme de longa metragem, ou em dar crédito na tela para ele mesmo e para o elenco. Com ele, partiram muitos dos atores da Biograph, o cameraman Billy Bitzer, além de sua equipe. Como represália à atitude de Griffith, a Biograph atrasou o lançamento de Judith of Bethulia até março de 1914, para evitar um arranjo de lucros que a empresa tinha com ele.

## Declínio
Em dezembro de 1908, a Biograph juntou-se à Motion Picture Patents Company, de Thomas Edison, na tentativa de controlar a indústria do cinema contra os pequenos produtores. O Edison Trust, como era chamado, era formado pelo Edison Studios, Biograph, Essanay Studios, Kalem Company, George Kleine Productions, Lubin Studios, Georges Méliès, Pathé, Selig Studios e Vitagraph Studios, e a distribuição era dominada pela General Film Company. A Motion Picture Patents Co. e a General Film Co. foram, posteriormente, acusadas de violação da “antitrust law” em outubro de 1915, e foram dissolvidas.

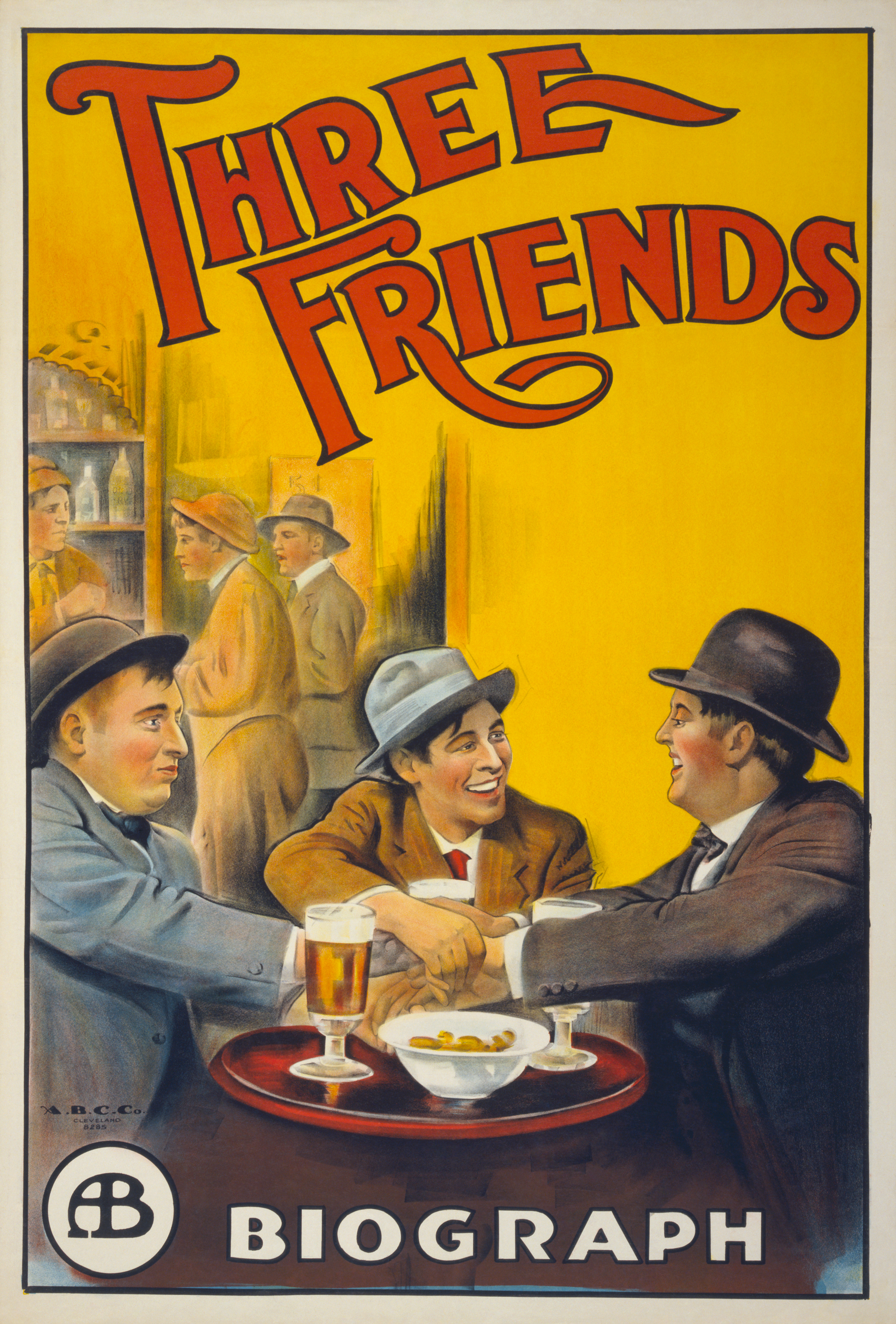
Poster de Three Friends, um filme da Biograph Studios lançado em 1913.

Pressionada pelo truste, a Biograph tinha demorado para entrar na produção de filmes de longa-metragens. A Biograph contratara a empresa teatral “Klaw & Erlanger”, em 1913, para produzir versões em filme de suas peças. O primeiro longa-metragem lançado, Classmates, saiu em fevereiro de 1914, depois de sessenta e nove outros longa-metragens americanos terem sido lançados entre 1912 e 1913 por outros estúdios. A distribuição foi prejudicada pela Biograph, por usar um padrão de perfuração especial da Klaw & Erlanger em seus longa-metragens, o qual era incompatível com o padrão de alguns projetores, forçando os expositores à locação de equipamentos especializados da Biograph, a fim de mostrar os filmes. Com o êxodo dos melhores atores do estúdio com Griffith, a Biograph não conseguiu desenvolver um “star system” negociável, como estavam fazendo as companhias independentes, e após a queda do truste, a Biograph ficou defasada. A Biograph Co. produziu seus últimos longa-metragens em 1915, e seus últimos curta-metragens em 1916, e passou o resto da era silenciosa reeditando seus antigos filmes e alugando seu estúdio no Bronx para outros produtores.
Quando a empresa entrou em dificuldades financeiras, as instalações do estúdio foram adquiridas por um dos credores da Biograph Company, o “Empire Trust Company”, embora a Biograph continuasse a gerenciar o estúdio. Herbert Yates adquiriu os estúdios da Biograph e as instalações de laboratório de filme em 1928, e a Biograph Studios no Bronx tornou-se uma subsidiária de sua “Consolidated Film Industries”. O último comércio do estoque de filmes da Biograph foi relatado pelo The New York Times em 27 de dezembro de 1928, p. 39. As marcas da Biograph foram legalmente abandonadas em 1942. O último dos direitos autorais de filmes da Biograph expirou em 1945, sem que qualquer um deles tendo sido renovado por um segundo período.
O Empire Trust Company, um dos credores da Biograph, adquirira o estúdio do Bronx, mas a Biograph fora mantida na gerência. O Empire Trust, mais tarde, confiou a gestão para uma de suas próprias subsidiárias, a Actinograph Corp., até 1948. R. H. Hammer, gerente geral da Biograph, doou o que restou da coleção de filmes da Biograph para o Museum of Modern Art, em 1939, na época em que o estúdio da Biograph no Bronx foi fechado. O estúdio e o laboratório de filmagens incendiaram em 1980.
Em 1954–1957, a Sterling Television Company distribuiu um “pacote” de 100 shows de meia hora para a televisão, intitulado Movie Museum, apresentando filmes da Biograph, da Edison Studios e outras do Museum of Modern Art e da George Eastman House.
Martin Poll (que mais tarde se tornou Comissário das Artes Cinematográficas de Nova Iorque) restaurou o Biograph Studios e o reabriu em 1956 como o Gold Medal Studios, o maior estúdio de cinema da América fora da área de Los Angeles. Poll vendeu a propriedade em 1961, quando ele foi incorporado a uma nova empresa, Biograph Studios, Inc., não relacionada com a Corporação da Biograph Company original. As séries de televisão Naked City, Car 54, Where Are You? e East Side/West Side, e filmes tais como A Face in the Crowd, Odds Against Tomorrow, The Fugitive Kind, The Goddess, Pretty Boy Floyd, BUtterfield 8, The Incident e John and Mary foram ali filmados.
Atualmente o local é ocupado pela New York City Department of Sanitation.

## Nota e referências
1. ↑  Elias Savada (Editor) (1995). The American Film Institute Catalog of Motion Pictures Produced in the United States: Film Beginnings, 1893–1910 — A Work in Progress: v. A. [S.l.]: Scarecrow Press. ISBN 0-8108-3021-3
2. ↑  Lauritzen, Einar; Lundquist, Gunnar (1976). American Film-Index 1908–1915: Motion Pictures, July 1908 – December 1915. distributed by Akademiebokhandeln, University of  Stockholm. Stockholm: Film-Index. ISBN 91-7410-001-7
3. ↑  "Business Detail: American Mutoscope & Biograph Company" em California Secretary of State website.  Acessado: 08-08-2012
4. ↑  MATTOS, A. C. Gomes de. Primeiros estúdios americanos. In: Histórias de Cinema. Acessado em 09-10-2012.
5. ↑  Slide, Anthony (1998). The New Historical Dictionary of the American Film Industry. Lanham, Maryland: Scarecrow Press. ISBN 0-8108-3426-X
6. ↑  Musser, Charles (1994). The Emergence of Cinema: The American Screen to 1907. Berkeley, California: University of California Press. pp. 303–313. ISBN 0-520-08533-7
7. ↑  «Continued Legal Battles». A Guide to Motion Picture Catalogs by American Producers and Distributors. Rutgers University
8. ↑  Gunning, Tom (1993). D.W. Griffith and the Origins of American Narrative Film: The Early Years at Biograph. [S.l.]: University of Illinois Press. p. 88. ISBN 0-252-06366-X Acessado via Google Print.
9. ↑  Vaidhyanathan, Siva (2003). Copyrights and Copywrongs: The Rise of Intellectual Property and How It Threatens Creativity. [S.l.]: New York University Press. p. 88. ISBN 0-8147-8807-6 Acessado via Google Print.
10. 1 2  Alleman, Richard. The Movie Lover's Guide to New York. New York: Harper & Row, 1988. ISBN 0060960809, p.147-48
11. ↑  Griffith, Richard; Arthur Mayer and Eileen Bowser, The Movies, Simon and Schuster (1981 edition)
12. 1 2  D.W. Griffith Biography
13. ↑  © Mary Pickford, Silent Movie Star
14. ↑  Robertson, Patrick (2001). Film Facts. New York: Billboard Books. p. 21. ISBN 0-8230-7943-0
15. ↑  Niver, Kemp R. (1971). Biograph Bulletins, 1896–1908. Los Angeles: Locare Research Group. p. 262
16. ↑  Anteriormente, a Selig Polyscope Company fizera filmes na área de Los Angeles, em 1908 e 1909, e começara a construir um estúdio de cinema em Echo Park, Los Angeles (Edendale), a leste de Hollywood, em 1909.
17. ↑  SADOUL, Georges. História do Cinema Mundial. [S.l.]: São Paulo: Livraria Martins Editora
18. ↑  Bowser, Eileen (1990). The Transformation of Cinema 1907–1915. Berkeley: University of California Press. p. 253. ISBN 0-520-08534-5
19. ↑  Britannica
20. ↑  Ritgers
21. ↑  Hanson, Patricia King (ed.) (1989). The American Film Institute Catalog of Motion Pictures: Feature Films, 1911–1920. Berkeley: University of California Press. ISBN 0-520-06301-5
22. ↑  Lauritzen, Einar; Gunnar Lundquist (1984). American Film-Index, 1916–1920: Motion Pictures, January 1916 – December 1920. Distributed by Tonnheims (Huddinge, Sweden). Stockholm, Sweden: Film-Index. ISBN 91-86568-01-9
23. ↑  15 USC 1127
24. ↑  Tuska, Jon (1999). The Vanishing Legion: A History of Mascot Pictures, 1927–1935. Jefferson, Carolina do Norte: McFarland & Company. p. 42. ISBN 0-7864-0749-2
25. ↑  Hurst, Walter E. (1992–1994). Film Superlist: Motion Pictures in the U.S. Public Domain. Hollywood, Califórnia: Hollywood Film Archive. ISBN 0-911370-73-0
26. ↑  «Screen News Here and in Hollywood». The New York Times. 27 de setembro de 1939. p. 29
27. ↑  Iris Barry, "Why Wait for Posterity?" Hollywood Quarterly, January 1946, pp. 131–137. Reprinted in Hollywood Quarterly: Film Culture in Postwar America, 1945–1957.
28. ↑  "Bronx Blaze Damages Old Biograph Studios," The New York Times, July 9, 1980, p. B4.
29. ↑  "Sterling Gets Rights to Biograph One-Reelers", Billboard, October 24, 1953, p. 6.
30. ↑  "Sterling Earns Killiam Costs", Billboard, January 23, 1954, p. 4.
31. ↑  "Movie Museum Racks Big Sales", Billboard, November 13, 1954, p. 7.
32. ↑  "Masterpieces of the Early Screen" (advertisement), Billboard, March 26, 1955, p. 10.
33. ↑  «Martin Poll dies at 89, Producer drew Oscar nom for 'The Lion in Winter'». Variety Magazine. 16 de abril de 2012. Consultado em 24 de abril de 2012
34. ↑  The Bronx Stage and Film Company, History.
35. ↑  "Motion Picture Industry Returns to the Bronx," Bronxboro, vol. 34, fall 1957, p. 3.
36. ↑  "Producer Shapes 6-Film Schedule," The New York Times, May 4, 1964, p. 36.
37. ↑  State of New York — Secretary of State